# Priya Sharma
Pour les articles homonymes, voir Sharma.
Œuvres principales
- Ormeshadow
- All the Fabulous Beasts

Priya Sharma, née le 30 décembre 1971 au Royaume-Uni, est une romancière et nouvelliste britannique de fantasy, fantastique, et d'horreur.

## Œuvres

### Romans
- Ormeshadow, Le Bélial', coll. « Une heure-lumière » no 29, 2021 ((en) Ormeshadow, 2019), trad. Anne-Sylvie Homassel, 176 p.  (ISBN 978-2-84344-977-2)Prix Shirley-Jackson du meilleur roman court 2019 et prix British Fantasy du meilleur roman court 2020
- (en) Pomegranates, 2022Prix World Fantasy du meilleur roman court 2023

### Recueils de nouvelles
- (en) All the Fabulous Beasts, 2018Prix Shirley-Jackson du meilleur recueil de nouvelles 2018 et prix British Fantasy du meilleur recueil de nouvelles 2019

### Nouvelles
- (en) In the Garden, 2005
- (en) Sweetpea, 2005
- (en) Screaming Purple Psychosis, 2006
- (en) The Englishman, 2006
- (en) The Lady, Eve, 2007
- (en) The Last Man in Africa, 2009
- (en) The Indifferent Stars, 2009
- (en) The Soul of Stones, 2009
- (en) The Nature of Bees, 2010
- (en) The Bitterness of Apples, 2010
- (en) The Show, 2011
- (en) The Virgin's Tears, 2011
- (en) Lebkuchen, 2011
- (en) The Fox Maiden, 2011
- (en) The Orchid Hunters, 2011
- (en) Fish Skins, 2012
- (en) Pearls, 2012
- (en) The Ballad of Boomtown, 2012
- (en) Needlepoint, 2012
- (en) Lady Dragon and the Netsuke Carver, 2012
- (en) Rag and Bone, 2013
- (en) Thesea and Astaurius, 2013
- (en) After Mary, 2013
- (en) Egg, 2013
- (en) The Sunflower Seed Man, 2013
- (en) The Rising Tide, 2014
- (en) The Firebrand, 2014
- (en) The Absent Shade, 2015
- (en) The Red Vortex, 2015
- Des bêtes fabuleuses, 2022 ((en) Fabulous Beasts, 2015)Parue dans Hors-série 2022, Le Bélial', coll. « Une heure-lumière » - Prix British Fantasy de la meilleure nouvelle 2016
- (en) Blonde, 2015
- (en) Grave Goods, 2016
- (en) Inheritance, or The Ruby Tear, 2016
- (en) The Crow Palace, 2017
- (en) Mercury, 2017
- (en) A Son of the Sea, 2018
- (en) Small Town Stories, 2018
- (en) Maw, 2018
- (en) Feral, 2019
- (en) My Mother's Ghosts, 2020
- (en) The Beechfield Miracles, 2021
- (en) Papa Eye, 2022
- (en) The Ghost of a Flea, 2022